# Tournoi de tennis de La Réunion
L'Open de La Réunion est un tournoi de tennis masculin du circuit professionnel ATP Challenger Tour se déroulant à Saint-Denis de La Réunion. Neuf éditions ont été disputées jusqu'ici : chaque année de 1993 à 1997 puis en 2002, 2003, 2011, année où le titre n'a pu être attribué à la suite de l'interruption de la compétition par des pluies diluviennes et 2014.

## Palmarès

### En simple
| Année | Vainqueur          | Finaliste        | Score            |
| ----- | ------------------ | ---------------- | ---------------- |
| 1993  | Ronald Agenor      | Jeff Tarango     | 6-3, 6-4         |
| 1994  | Laurence Tieleman  | Paul Wekesa      | 7-5, 2-6, 6-3    |
| 1995  | Tim Henman         | Patrick Baur     | 1-6, 6-3, 7-6    |
| 1996  | Patrik Fredriksson | Thierry Champion | 5-7, 6-0, 6-3    |
| 1997  | Jan Apell          | Arnaud Clément   | 6-4, 7-6         |
| 2002  | Federico Browne    | Răzvan Sabău     | 6-0, 4-6, 7-5    |
| 2003  | Peter Wessels      | Fred Hemmes      | 6-0, 6-2         |
| 2011  | Finale non jouée   | Finale non jouée | Finale non jouée |
| 2014  | Robin Haase        | Florent Serra    | 3-6, 6-1, 7-5    |

### En double
| Année | Vainqueurs                         | Finalistes                          | Score            |
| ----- | ---------------------------------- | ----------------------------------- | ---------------- |
| 1993  | Jonathan Canter Jeff Tarango       | Lan Bale Mark Kaplan                | 6-4, 3-6, 7-5    |
| 1994  | Hendrik Jan Davids Joost Winnink   | Patrick Baur Michael Geserer        | 6-1, 6-2         |
| 1995  | Yahiya Doumbia Fabrice Santoro     | Tim Henman Andrew Richardson        | 1-6, 6-3, 6-1    |
| 1996  | Hendrik Jan Davids Fabrice Santoro | Donald Johnson Leander Paes         | 6-3, 7-6         |
| 1997  | Clinton Ferreira Jan Siemerink     | Alex Calatrava Jérôme Golmard       | 6-2, 6-3         |
| 2002  | Federico Browne Jonathan Erlich    | Marco Chiudinelli Jaroslav Levinský | 6-1, 4-6, 6-3    |
| 2003  | Federico Browne Rogier Wassen      | Fred Hemmes Peter Wessels           | 6-1, 64-7, 6-3   |
| 2011  | Finale non jouée                   | Finale non jouée                    | Finale non jouée |
| 2014  | Robin Haase Mate Pavić             | Jonathan Eysseric Fabrice Martin    | 7-5, 4-6, 10-7   |